# Голынец, Василий Фёдорович
Васи́лий Фёдорович Голыне́ц (1850 — после 1917) — член III Государственной думы от Могилевской губернии, протоиерей.

## Биография
Православный.
По окончании Могилевской духовной семинарии в 1871 году служил народным учителем, а затем преподавателем латинского и русского языков в Гомельском духовном училище. В течение пяти лет был епархиальным миссионером.
Священствовал в Георгиевской церкви села Болонов-Селец Быховского уезда Могилевской губернии.
В 1907 году был избран членом III Государственной думы от Могилевской губернии. Входил во фракцию умеренно-правых, с 3-й сессии — в группу беспартийных.
С 1910 года был священником Троицкой церкви в селе Мхиничи, а с 1914 года — настоятелем Троицкой церкви в городе Горки. Был возведён в сан протоиерея.
Судьба после 1917 года неизвестна.